# Saison 2020-2021 du Dijon FCO
Maillots
Chronologie
Saison précédente Saison suivante
La saison 2020-2021 du Dijon FCO est la sixième du club en première division, après avoir terminé seizième de Ligue 1 l'année passée.
L'équipe est dirigée par David Linarès après le renvoi de Stéphane Jobard le 5 novembre 2020, tandis que le club est présidé par Olivier Delcourt depuis 2012.
En raison d'un mercato tardif et trop peu qualitatif, les dijonnais ne parviendront jamais à lancer leur saison, et n'éviteront pas la relégation en terminant bon dernier du championnat, et rentreront dans l'histoire du championnat en ayant un des pires bilan en termes de points obtenus sur une saison depuis la création de la D1.
En Coupe de France, les bourguignons se feront éliminer dès leur entrée en lice face au Lille OSC.
Faute de stabilité sur le terrain, peu de dijonnais se montreront convaincants au niveau individuel, les rares exceptions sont l'attaquant Mama Baldé (meilleur buteur de la saison avec 7 buts) et le milieu Bersant Celina (meilleur passeur avec 5 passes décisives).

## Préparation d'avant-saison

### Situation sanitaire
Le Dijon FCO sort d'une saison tronquée par la pandémie du COVID-19, où le maintien est obtenu grâce à la 16ème place du club bourguignon. Le président du club dijonnais, Olivier Delcourt, se dit « soulagé ».

### Objectifs
Olivier Delcourt annonce que l'objectif du DFCO sera « toujours de se maintenir, le plus vite et le mieux possible ».

### Staff
Stéphane Jobard est l'entraîneur principal en poste depuis juin 2019. Il est accompagné par son adjoint David Linarès. Entraîneur des gardiens depuis 2012, le contrat de Laurent Weber n'est pas renouvelé. Il est remplacé par Grégory Coupet.

### Transferts

#### De nombreux départs importants

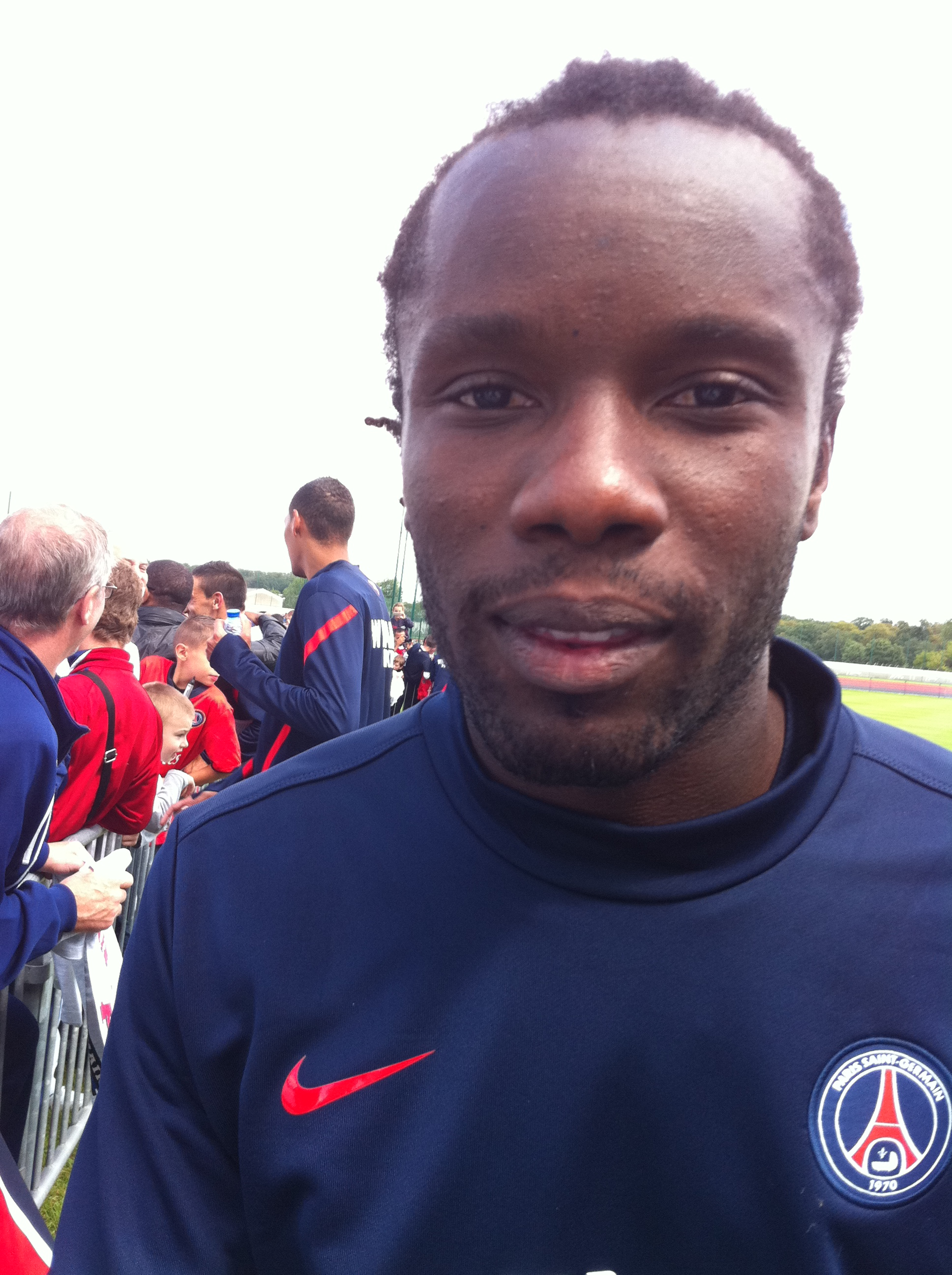
Peguy Luyindula (photo) gagne en influence au sein du DFCO en étant nommé directeur sportif.

Avant même qu'il commence, le mercato dijonnais s'annonce agité. Le 18 avril 2020. Sébastien Larcier, responsable de la cellule de recrutement qu'il avait intégré en 2008, annonce son départ pour Angers SCO. Alors conseiller du président Delcourt, l’ex-international français Peguy Luyindula est nommé directeur sportif le 4 mai 2020, et devient le nouveau « leader » de la politique sportive du DFCO. Dans une interview pour l'Equipe, le nouvel homme fort du club bourguignon présente ses objectifs, comme permettre à Dijon de se stabiliser dans l'élite du football français, de garder les jeunes à fort potentiel comme Mounir Chouiar et Stephy Mavididi (prêté par la Juventus avec option d'achat). Il évoque aussi des joueurs sur le départ comme Rúnar Alex Rúnarsson (doublure d'Alfred Gomis).
Joueur cadre du vestiaire dijonnais depuis son arrivée en 2016, Florent Balmont annonce prendre sa retraite le 30 avril 2020. Le 20 mai 2020, un communiqué annonce le prêt du jeune Bryan Soumaré pour une saison au FC Sochaux-Montbéliard. Le premier dossier chaud du mercato dijonnais est le prêt du jeune buteur anglais Stephy Mavididi (auteur de 8 buts la saison dernière). Alors que le DFCO détient une option d'achat estimée à 5 millions d'euros, les bourguignons décident de ne pas la lever, critiquant le comportement du joueur dans un communiqué public. Jhonder Cadiz, qui était aussi prêté avec option d'achat, n'est pas conservé et retourne au Benfica. Titulaire au poste d'arrière gauche durant la majorité de la saison, Hamza Mendyl retourne à Schalke 04 puisqu'il était prêté sans option d'achat.

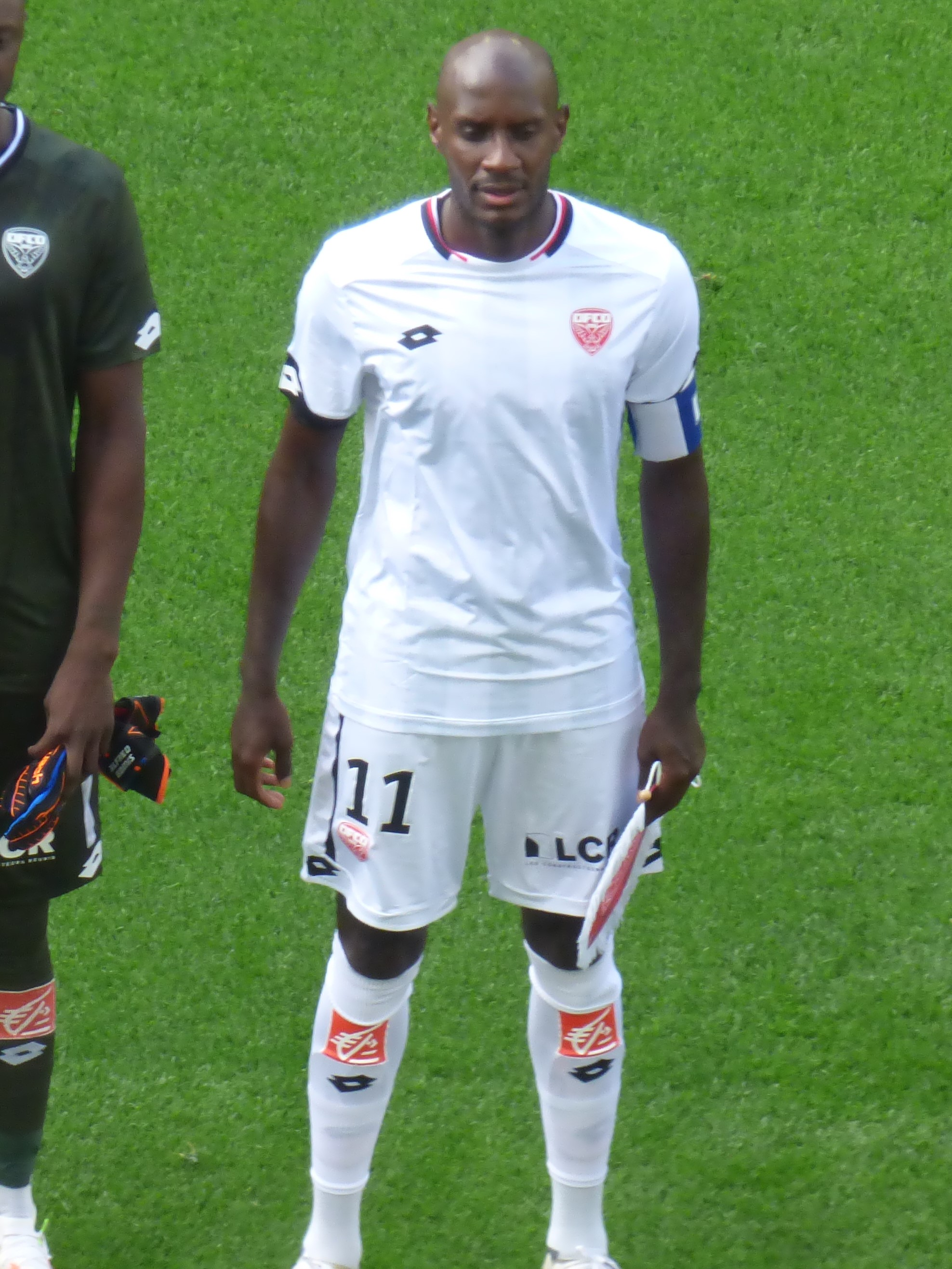
Júlio Tavares (photo) quitte la Bourgogne après huit années de bons et loyaux services pour l'Arabie Saoudite.

La vague de départs va monter en intensité pendant le début de championnat, avec les départs de Julio Tavares, meilleur buteur de l'histoire du Dijon FCO, et Romain Amalfitano, autre joueur emblématique. Les deux quittent la Ligue 1 pour le championnat d'Arabie Saoudite. Alors qu'il lui restait qu'un an de contrat, l’international marocain Nayef Aguerd est vendu au Stade rennais pour environ 5 millions d'euros. N'ayant jamais vraiment réussi à s'imposer en Ligue 1, Mickaël Alphonse est transféré à l'Amiens SC, tout juste relégué en L2. Après son prêt non concluant à Wolverhampton, Enzo Loiodice est transféré en D2 espagnole, au club de Las Palmas.
Fin septembre 2020, alost que des rumeurs parlent d'un intérêt de Rennes pour Alfred Gomis, Delcourt déclare qu'il « serait suicidaire de laisser partir Alfred Gomis ». Pourtant le portier sénégalais signera à Rennes une semaine plus tard, pour une indemnité avoisinant les 15 millions d'euros. Son compère dans les cages, Rúnar Alex Rúnarsson, sera transféré à Arsenal.

#### Des arrivées tardives
La première recrue sera Eric Juinor Dina-Ebimbé, jeune milieu au profil polyvalent de 19 ans, prêté par le PSG avec option d'achat. En raison des nombreux changements dans l'organigramme du DFCO, le mercato tournera par la suite au ralenti malgré les nombreux départ. Début août 2020, le prêt avec option d'achat de Pape Cheikh Diop est annoncé par le club dijonnais. Il sera suivi par les transferts du jeune ailier roumain Alex Dobre et d’international équatorien au poste de latéral gauche Anibal Chala (ce dernier est arrivé tardivement à cause d'un soucis de visa),. Le jeune défenseur monégasque Jonathan Panzo suivra le pas pour pallier le départ d'Aguerd.
Le club bourguignon va ensuite recruter un attaquant supplémentaire en faisant signer Roger Assalé, puis un nouveau leader technique (Yassine Benzia étant gravement blessé) avec la signature de Bersant Celina. À la suite des ventes des deux gardiens (Gomis et Runarsson), le club s'active pour les remplacer, et se penchera sur les profils de Saturnin Allagbé (Chamois Niortais) et Anthony Racioppi (Olympique Lyonnais) avant de les signer tous les deux,.
Dans les derniers instants du mercato, le DFCO se fait prêter le jeune monégasque Arthur Zagré pour 2 ans (avec option d'achat). Un autre attaquant (censé être le remplaçant de Julio Tavares) devait arriver, mais le transfert ne se conclura pas à cause de problèmes administratifs. Le club dijonnais utilisera donc son joker médical pour recruter l'avant centre Moussa Konaté, alors sous contrat avec l'Amiens SC.

### Matchs de préparation
Après un stage intensif dans les Alpes, les dijonnais se déplacement dans le 89, à Migennes, pour y affronter le Paris FC (qui affiche un bilan positif avec 2 victoires lors de ses 2 matchs amicaux précédents). Malgré la possession parisienne, les dijonnais ouvriront le score à la suite d'une contre-attaque conclue par Aurélien Scheidler. Alfred Gomis devra ensuite sortir les parades pour empêcher l'égalisation, et les hommes de Jobard en profiteront pour marquer le deuxième par l'intermédiaire de leur capitaine Julio Tavares. L'entraîneur dijonnais se montrera satisfait du match de ses joueurs, louant leur forme physique.
Après une petite coupure de 5 jours, et une grosse semaine d'entraînement, les dijonnais se déplacent à Besançon pour y affronter un autre pensionnaire de Ligue 2, le FC Sochaux-Montbéliard. Les bourguignons sont privés de Mama Baldé et Mounir Chouiar, 2 éléments offensifs importants. Devant faire face à une chaleur intense, les 2 équipes peinent à se créer des occasions et ne feront mieux qu'un 0-0. Stéphane Jobard pointera du doigt des états de forme hétérogènes parmi ses joueurs.

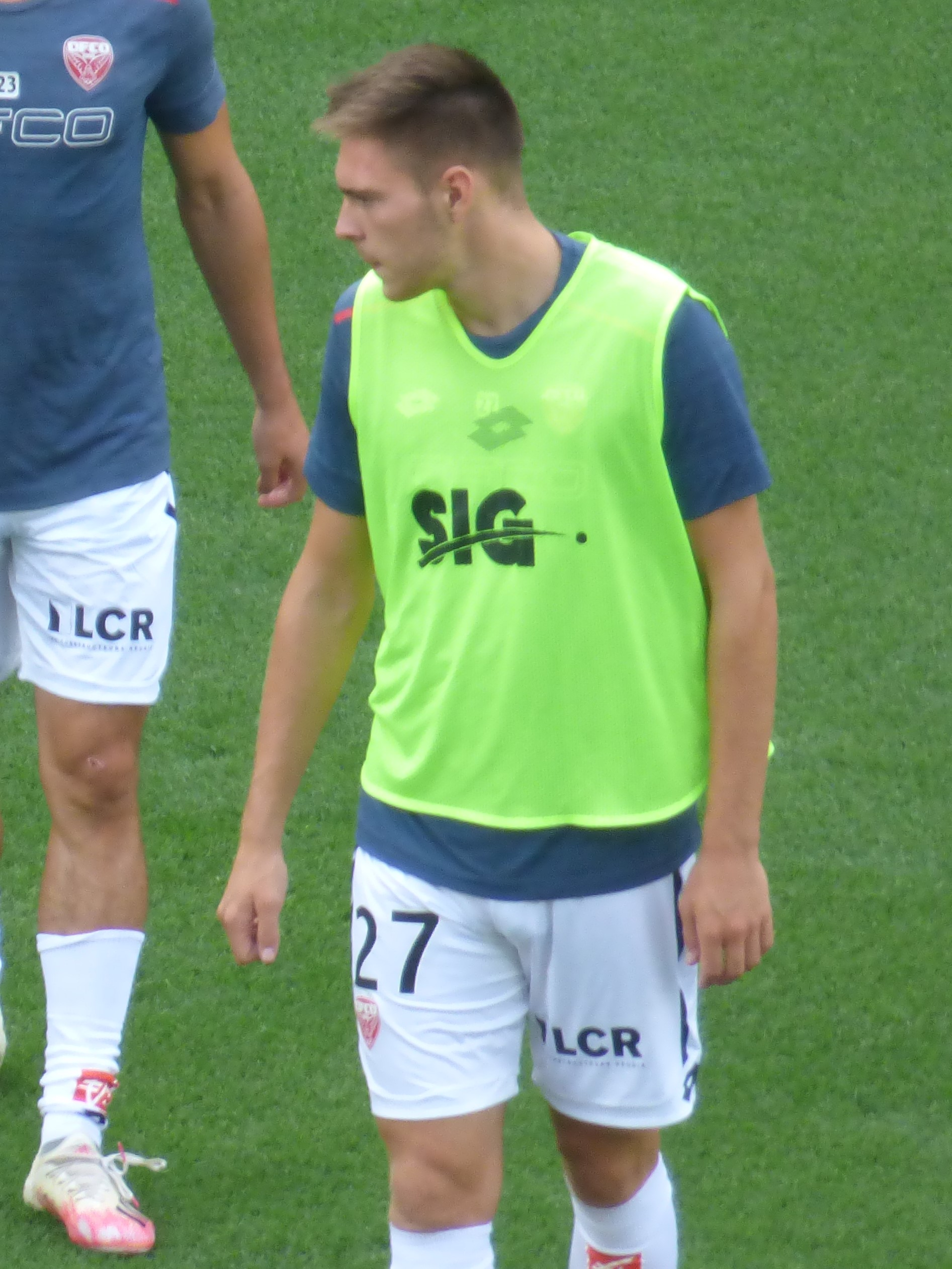
Aurélien Scheidler (photo) fut l'un des rares dijonnais à se montrer convaincant durant les matchs de préparation.

Pour le match qui suit, le Dijon FCO reçoit le FC Metz à Gaston-Gérard pour une opposition amicale spéciale puisqu'il y aura 3 mi-temps de 45 minutes. Les locaux tiendront le ballon en début de match, mais se feront punir par des messins réalistes dès la 15ème minute de jeu. Les dijonnais pousseront pour égaliser en deuxième mi-temps, en vain. Papa Ndiaga Yade marquera le but du break pour les siens à la 78ème minute, profitant d'une faute de main de Runarsson. Lors de la troisième mi-temps, les hommes de Jobard réduiront le score par l'intermédiaire de Scheidler, qui marque son deuxième but de la prépa. Le jeune Arli aura l'occasion d'égaliser, mais le gardien messin resta vigilent. Le DFCO subit donc son premier revers de cette période d'avant-saison, tout en encaissant ses 2 premiers buts. Stéphane Jobard posa un bilan mitigé, étant déçu par la défaite, mais satisfait par des associations entre ses joueurs qui commencent à fonctionner.
Un deuxième stage intensif attend les dijonnais, cette fois-ci à Vittel, où ils y affronteront notamment le RC Strasbourg. Face à une équipe alsacienne qui sort d'une période compliquée à cause du COVID-19, les bourguignons espèrent se remettre en confiance et monter en puissance. C'est pourtant tout l'inverse qui se passera puisque le Dijon FCO se fera balayer 3-0 face à une équipe strasbourgeoise bien plus réaliste. Tavares, Ngouyasma et Baldé auront eu les occasions pour marquer, mais le gardien du RCSA se montra solide durant toute la rencontre. Stéphane Jobard se satisfera de la prestation offensive des siens, mais critiqua les largesses défensives de son équipe face à la doublette Ajorque/Thomasson.
Pour conclure sa phase de préparation, les dijonnais avaient au départ prévu d'affronter le Nîmes Olympique, mais la rencontre fut annulé à cause de cas de COVID. Un nouveau match a donc été organisé, face au RC Lens, autre écurie de Ligue 1. Face à des lensois bien organisés, les hommes de Jobard ont du mal à se créer des occasions concrètes, et se feront logiquement punir par Florian Sotoca à la 25ème minute. Le score ne bougera pas jusqu'au coup de sifflet final. L'entraineur dijonnais justifiera cette défaite par un entrainement trop intensif le jour précédant le match.
Le bilan dijonnais durant cette préparation d'avant-saison est très mitigée, même un poil inquiétant, avec seulement 1 victoire, 1 match nul, et 3 défaites contre 3 écuries de Ligue 1 (qui seront concurrents du DFCO pour la maintien).

## Compétitions

### Championnat
La Ligue 1 2020-2021 est la quatre-troisième édition du Championnat de France de football et la dix-huitième sous l'appellation « Ligue 1 ». L'épreuve est disputée par vingt clubs réunis dans
un seul groupe et se déroulant par matches aller et retour, soit une série de trente-huit rencontres. Les meilleurs de ce championnat se qualifient pour les coupes d'Europe, les trois premiers en Ligue des champions et le quatrième en Ligue Europa. À l'inverse, les deux derniers de la compétition sont relégués à l'échelon inférieur en Ligue 2 et le 18e joue un barrage contre le 3e de la Ligue 2.

#### Matchs allers

##### Journées 1 à 4: Début de saison raté
Les dijonnais ont un début de saison abordable, avec la réception de 2 équipes concurrentes pour le maintien (Angers et Brest), un déplacement chez un autre concurrent (Strasbourg), mais aussi un déplacement compliqué à Lyon (demi-finaliste de LDC la saison précédente).
Pour la réception d'Angers SCO, Stéphane Jobard doit faire sans 2 de ses attaquants les plus expérimentés (Baldé et Tavares). Yassine Benzia est quant à lui indisponible pour une très longue période à cause d'un accident de buggy. Dans un Gaston-Gérard animé (malgré le contexte sanitaire), les joueurs DFCO espèrent lancer leur saison. Aurélien Scheidler croira ouvrir le score, à la suite d'une lourde frappe lointaine de Ngonda repoussée difficilement par Bernardoni, mais l'attaquant dijonnais est signalé logiquement hors-jeu. Les angevins auront ensuite une grosse occasion, mais Gomis gagne son duel face à l'attaquant Kanga. Les visiteurs ouvriront néanmoins le score quelques minutes plus tard. À la suite d'un corner mal repoussé par la défense dijonnaise, l'ailier angevin Sada Thioub frappe sur le poteau, le ballon revient par la suite dans les pieds d'Ismaël Traoré qui n'a plus qu'à fusiller le gardien dijonnais. Les locaux auront par la suite une grosse situation pour égaliser, par l’intermédiaire de Jordan Marié qui trouve le poteau angevin. Le match sera par la suite globalement dominé par Angers, et les dijonnais se montreront bien vite impuissants. Scheidler se verra un nouveau but refusé pour hors-jeu.

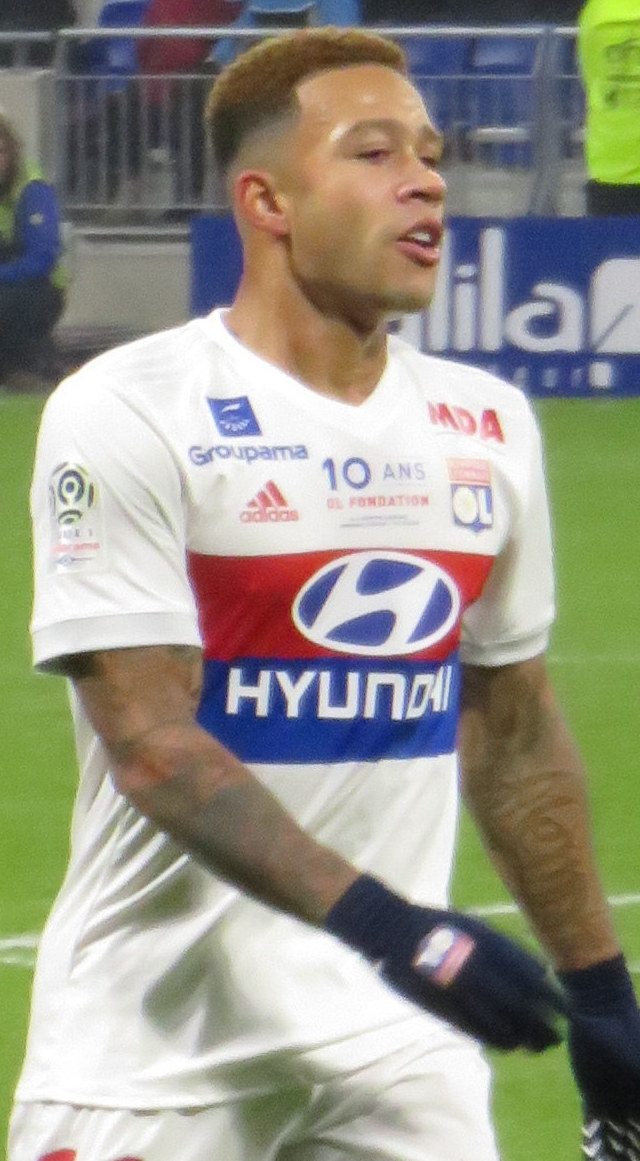
Memphis Depay (photo) sera sans pitié contre le Dijon FCO, et marquera un triplé pour offrir la victoire aux lyonnais.

S'ensuit un déplacement périlleux à Lyon, où Jobard doit faire un groupe avec beaucoup d'absents. Avec un onze très remaniée, les dijonnais vont pourtant ouvrir le score grâce à un but en renard des surfaces d'Aurélien Scheidler. Cependant, les lyonnais domineront largement la rencontre, et égaliseront sur pénalty grâce à Memphis Depay, avant que l'attaquant néerlandais marque le but du break juste avant la mi-temps (Wesley Lautoa ayant marqué contre son camp entre-temps). La seconde mi-temps sera guère meilleure pour les dijonnais, avec un nouveau but de Depay sur penalty à la suite d'une faute commise par la nouvelle recrue Jonathan Panzo. L'entraineur dijonnais regrettera que ses hommes aient "craqué" en six minutes juste avant la mi-temps.
La réception du Stade Brestois 29 semble être une bonne occasion pour enfin lancer la saison du côté dijonnais. Même si les bourguignons perdent Julio Tavares (parti en Arabie Saoudite), ils récupèrent Roger Assalé et Bersant Celina, tout juste recrutés. Les hommes de Jobard se procureront deux situations intéressantes, avec une frappe lointaine de Didier Ndong bien repoussée par Gautier Larsonneur, puis une jolie frappe de Rayan Philippe aux 18 mètres, mais le gardien brestois reste encore vigilant. Alors que les dijonnais semblent dominer, ce sont les bretons qui ouvriront le score grâce à leur latéral gauche Romain Perraud juste avant la mi-temps. Stéphane Jobard essayera de redynamiser ses troupes en faisant rentrer ses deux nouvelles recrues sur le terrain (Assalé et Celina), mais l'attaquant ivoirien prendra un carton rouge à peine 10 minutes après sa rentrée. En infériorité numérique, le Dijon FCO aura pourtant une grosse occasion pour égaliser en fin de match, Bruno Ecuele Manga est à la réception d'un ballon dévié et tente une reprise de volée, mais le ballon fracassera la barre. Les brestois marqueront surtout l'occasion qui suit le but du 2-0, enterrant les derniers espoirs dijonnais. Stéphane Jobard réagira en conférence de presse sur l'expulsion d'Assalé, et trouve la sanction sévère.
Le déplacement à Strasbourg, qui est aussi en pleine doute avec le même bilan que les bourguignons (3 matchs / 3 défaites) semble être le duel de la peur. Stéphane Jobard doit fait sans Assalé (suspendu) mais peut compter sur le retour de Mounir Chouiar. La rencontre sera néanmoins largement dominé par les alsaciens, qui pêchent à la finition. Le capitaine serbe du RCSA Stefan Mitrović marquera le but de la victoire à la 80ème minute, profitant d'un manque de communication entre Ecuele Manga et Panzo. Le DFCO avec 4 défaites en 4 matchs est bon dernier.

##### Journées 5 à 9: Du mieux mais encore insuffisant
Les hommes de Jobard savent qu'un résultat contre le Montpellier HSC est primordial pour débloquer le compteur de points. Le coach dijonnais peut compter sur les retours d'Assalé et Baldé en attaque, poste où la vivacité manquait. Les bourguignons ouvriront le score très tôt dans la rencontre grâce à une réalisation du jeune parisien Ebimbé, bien servi par Celina. Les montpelliérains se procureront une grosse situation, par Andy Delort, mais Chafik sauva les siens sur la ligne. Les visiteurs égaliseront après la mi-temps, mais les dijonnais n'abdiqueront pas, et Ecuele Manga égalisa d'une tête précise sur un corner bien tiré par Celina. Le Dijon FCO semble tout proche de sa première victoire de la saison, mais Andy Delort provoque un pénalty, transformé en force par Téji Savanier. Stéphane Jobard critiquera l'arbitrage après le match, jugeant le pénalty sifflé très généreux.
Les dijonnais retomberont dans leurs travers face à Bordeaux, et montreront un visage très peu rassurant face à des girondins en confiance. Pour sa première titularisation dans les cages, Saturnin Allagbé ne fera guère mieux que ses coéquipiers, étant fautif sur le premier but. L'entraineur dijonnais, exaspéré par la prestation de ses troupes, emploiera des mots forts en conférence de presse , ayant « un sentiment de honte ».

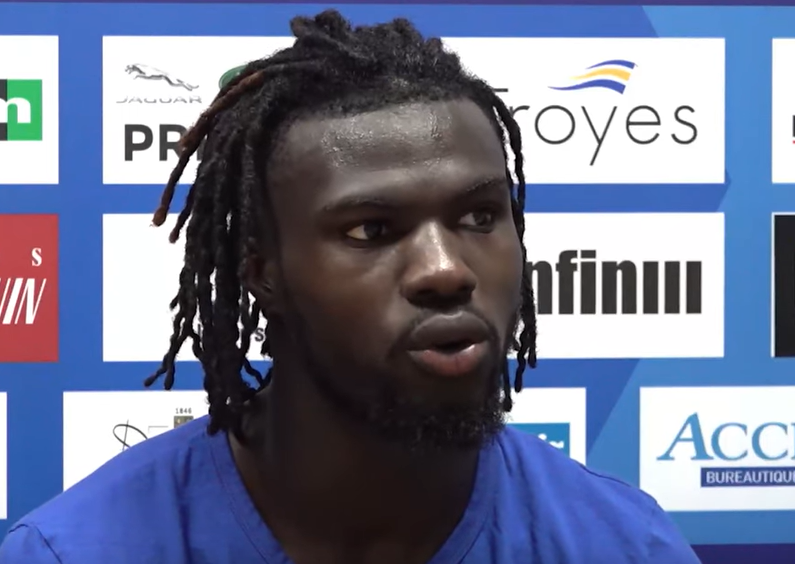
Mama Baldé (photo) devient le nouveau leader offensif du DFCO.

Les bourguignons montreront un meilleur visage lors de la réception du Stade rennais. Malgré l'ouverture du score adverse à la suite d'une erreur d'Anibal Chala, le DFCO se procure quelques situations intéressantes avant de logiquement égaliser grâce à un exploit individuel de Mama Baldé (qui marque son premier but de la saison).
Toujours à la recherche d'une première victoire, les Dijonnais se déplacent à Paris pour y affronter une des meilleures équipes du championnat. L'écart de niveau se verra très rapidement puisque les parisiens ouvriront le score dès la deuxième minute de jeu par Moïse Kean. Mama Baldé aura la balle pour égaliser mais perd son duel face à Sergio Rico. Ebimbé a ensuite l'occasion de marquer contre son club formateur, mais ça fuit le cadre. Moïse Kean marqua peu après le but du 2-0, puis Kyllian Mbappé (rentré en cours de jeu) marque le troisième et quatrième but parisien.
Le DFCO n'a plus le droit à l'erreur pour la réception du FC Lorient, concurrent direct pour le maintien. Les absents côté dijonnais sont Celina, Sammaritano et Chala. Dans un match très fermé, les deux équipes ne parviennent pas à se créer des situations intéressantes, même si les lorientais obtiendront un pénalty (que Wissa tirera sur le poteau droit d'Allagbé). Pas de but ni de vainqueur pour ce duel de la peur, résultat bien insuffisant pour les dijonnais qui n'ont toujours pas gagné le moindre match cette saison. Stéphane Jobard se plaindra d'être « démuni face au manque d’activité et de mouvement » de ses joueurs.
À la suite de cette énième contre-performance, le président dijonnais Olivier Delcourt décide de se séparer de son directeur sportif Peguy Luyindula (qui paye le mauvais mercato dijonnais), mais aussi de l'entraineur dijonnais Stéphane Jobard.

##### Journées 10 à 19: Dynamique positive avec David Linarès

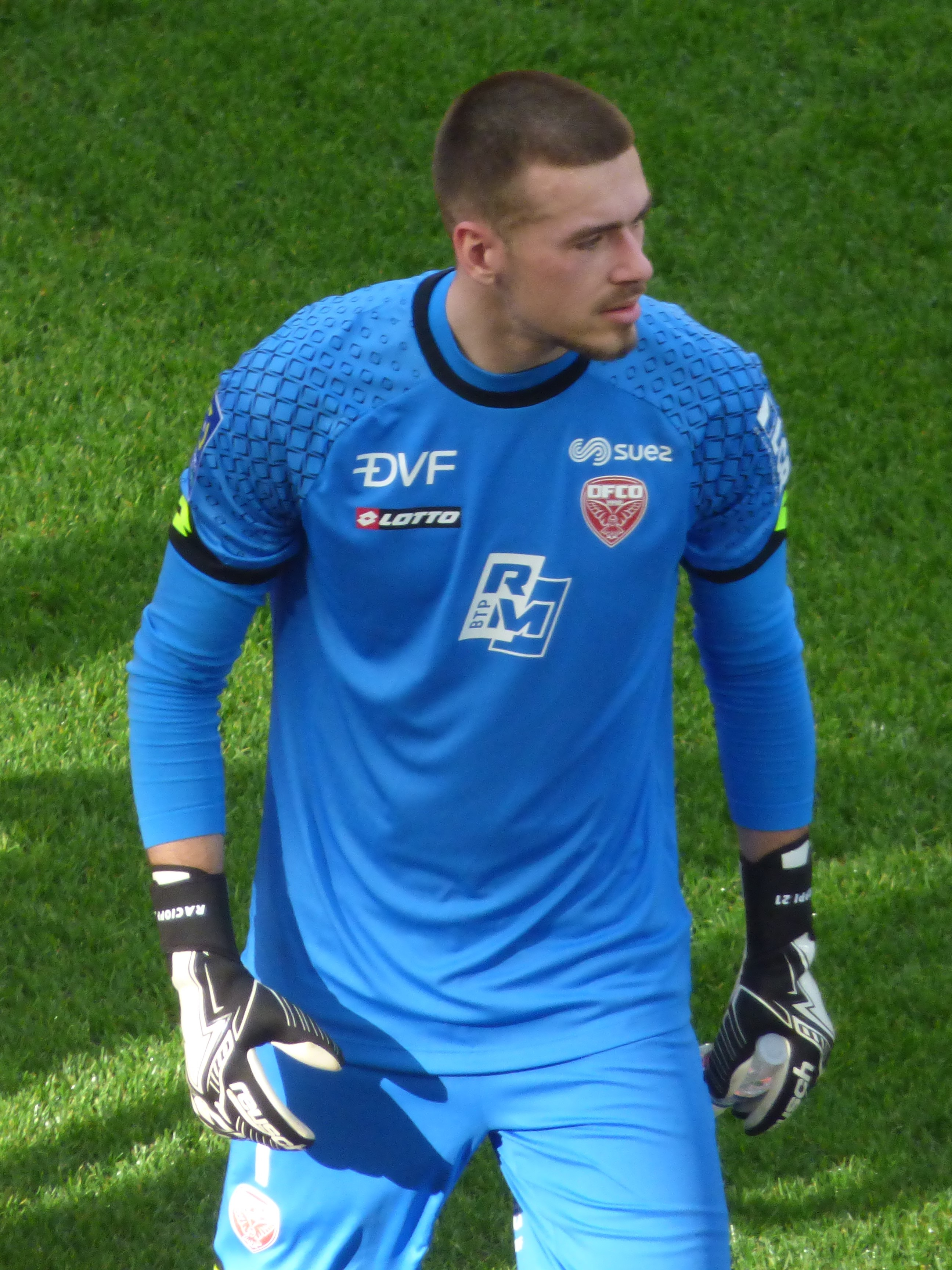
Anthony Racioppi (photo) se montre décisif dès ses débuts en arrêtant un pénalty.

N'ayant pas encore d'accord avec un nouveau coach pour remplacer Stéphane Jobard, c'est David Linarès (alors adjoint de Jobard) qui assure l'intérim pour le déplacement à Metz, et ce dernier décide de faire un choix fort en titularisant le jeune Anthony Racioppi à la place d'Allagbé dans les cages. Ce choix se montrera judicieux puisque le jeune gardien suisse arrêtera le pénalty de Nguette en début de match. Mama Baldé ouvrira par la suite le score, mais les dijonnais se feront égaliser peu de temps après. Néanmoins, le visage montré par la troupe à Linarès est bien plus intéressant que d'habitude, et les occasions s'enchainent devant le but messin. Assalé provoque un pénalty pour son équipe, mais Mounir Chouiar (qui ne devait pas le tirer normalement) perd son duel face à Alexandre Oukidja. Le Dijon FCO obtiendra une dernière situation chaude en fin de match, quand sur un excellent centre de Ngonda, Moussa Konaté trouve le poteau adverse. Même si la prestation des bourguignons est loin d'être ridicule, la victoire manque.
À la suite de ce match, Olivier Delcourt décide à la surprise générale de nommer David Linarès comme entraîneur principal, et lui fait signer un contrat jusqu'en 2023, avec comme objectif premier de se maintenir dans l'élite.
Le nouveau coach dijonnais aimerait obtenir un succès face au RC Lens pour sa première à Gaston-Gérard, ce qui permettrait aussi d'enfin lancer la saison du Dijon FCO. Cependant les lensois mettront rapidement fin au projet du néo-coach dijonnais en ouvrant le score par l'intermédiaire d'Arnaud Kalimuendo, qui profite d'une grossière erreur du gardien Anthony Racioppi. Les bourguignons ne parviendront pas égaliser, face à une équipe de Lens très rigoureuse tactiquement.

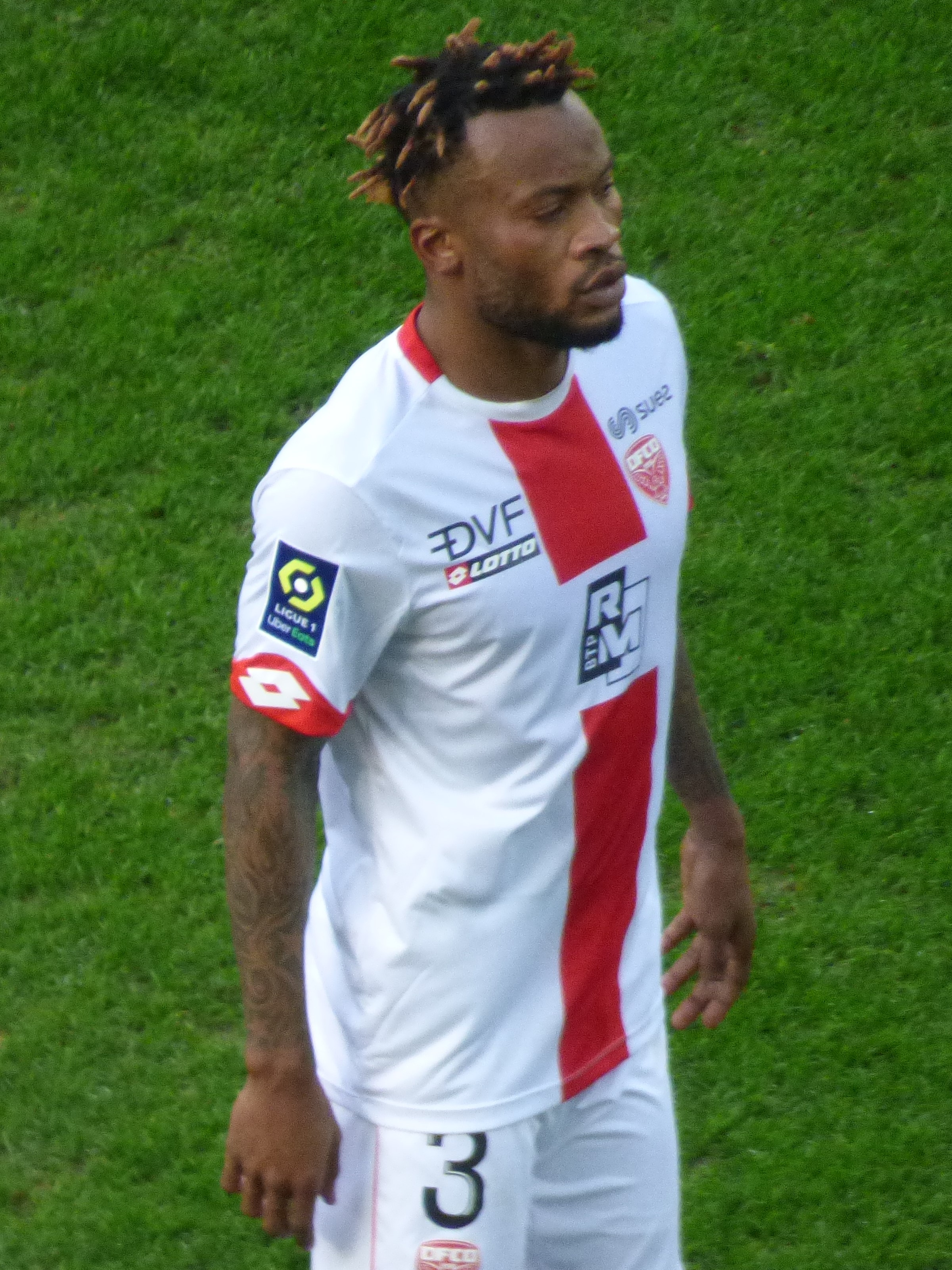
Ngonda Muzinga (photo) est décisif lors de la première victoire dijonnaise de la saison.

C'est toujours en quête d'une première victoire que les dijonnais se déplacent à Nice (alors en plein doute à la suite de résultats décevants en championnat et en Ligue Europa). Les aiglons se procureront la première occasion du match à la suite d'une perte de balle au milieu de Diop, mais Panzo sauva les siens en sauvant le ballon sur sa ligne. Mama Baldé va ensuite ouvrir le score, profitant d'une contre-attaque bien mené par Ebimbé. Ngonda Muzinga marquera le but du 0-2 juste avant la mi-temps, d'une magnifique reprise de volée à la suite d'un centre mal dégagé par la défense niçoise. Les locaux essayeront de réduire le score en dominant la seconde mi-temps (Lees-Melou trouvera d'ailleurs le poteau de Racioppi), mais c'est bien Dijon qui marquera le troisième but, Baldé profitant d'un cadeau de la défense niçoise pour battre Benitez pour la seconde fois de la rencontre. Le pénalty obtenu par Nice et transformé par Amine Gouiri restera anecdotique, puisque les dijonnais obtiennent enfin leur premier succès de la saison.
C'est avec l'esprit un peu plus libéré, mais surtout l'envie d'enchaîner, que les dijonnais reçoivent l'ASSE. David Linarès peut compter sur le retour d'Aurélien Scheidler et d'Anibal Chala, mais doit faire sans Coulibaly, Ngouyasma et Lautoa. Dans un match très fermé, Les dijonnais se procureront la première occasion du match par Ebimbé, mais la frappe de l'ancien havrais fuit le cadre. Les occasions seront rares par la suite, même si les stéphanois auront la plus belle situation, Racioppi étant obligé de détourner la frappe à bout portant de Bouanga sur son poteau. Pas de vainqueur sur cette rencontre, mais les bourguignons récoltent un point intéressant pour recoller aux équipes de devant.
L'infirmerie va se remplir avant le déplacement à Nantes, avec les forfaits de Baldé, Assalé, Coulibaly, Lautoa, Ngouyasma, Zagré. En crise de résultats, le FC Nantes accueille le Dijon FCO dans une ambiance tendue (les supporteurs nantais montrant leur mécontentement devant le stade après une crise de résultats). Moses Simon ouvrira le score sur pénalty (après une faute de Panzo sur Edmond), mais Moussa Konaté égalisera après la mi-temps. Le match sera plutôt équilibré avec des occasions des 2 côtés, et aucune équipe ne parviendra à prendre l'avantage au bout du temps réglementaire.
Les dijonnais ne feront ensuite pas le poids contre le Lille OSC (qui joue les premiers rôles), se prenant l'ouverture du score très tôt dans le match de Yusuf Yazıcı. Les bourguignons n'inquiéteront pas Mike Maignan, qui passera une soirée tranquille. Timothy Weah aggravera le score en fin match, profitant d'une erreur de Panzo.
En quête d'une première victoire à domicile, les hommes de David Linarès reçoivent un Monaco en plein doute après 3 défaites consécutives. Malgré un début de match équilibré, ce sont les monégasques qui vont ouvrir le score, par Kevin Volland. À la suite du but, les dijonnais pousseront pour revenir au score, et Ebimbé pensera égaliser juste avant la mi-temps. Sauf que son but sera refusé pour une position de hors-jeu. En seconde mi-temps, Konaté puis Ebimbé auront les occasions pour égaliser, mais rien n'y fait, les dijonnais concèdent une nouvelle défaite.

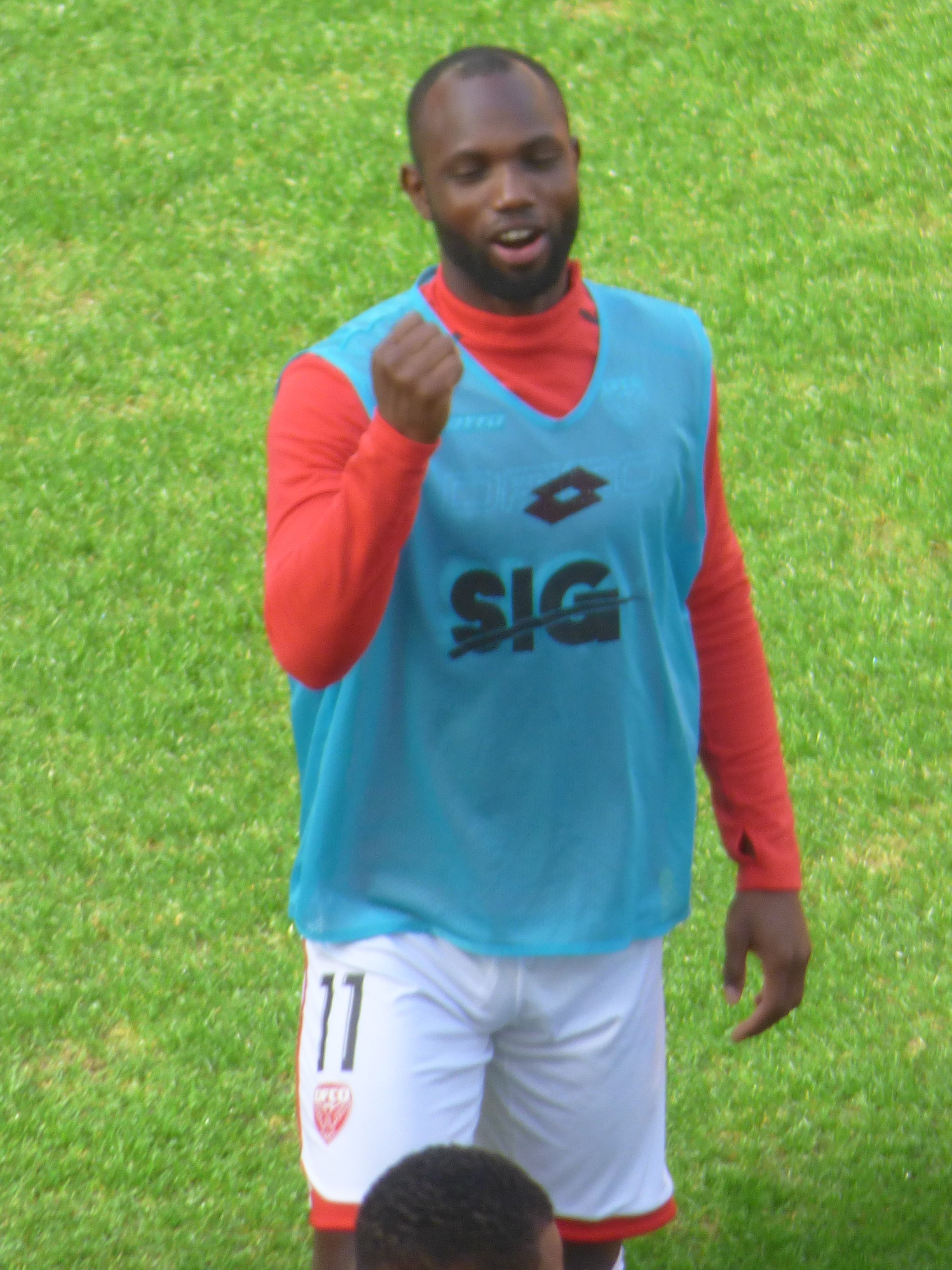
En tant que super-sub, Moussa Konaté (photo) est décisif sur les trois buts dijonnais lors de la victoire contre le Nîmes Olympique (1-3).

A peine 3 jours plus tard, les dijonnais se déplacent à Nîmes pour un "match de la peur" entre deux mal classés. La victoire semble obligatoire pour encore espérer au maintien. Linarès doit en plus faire son groupe avec beaucoup d'absents (Assalé, Chouiar, Lautoa, Scheidler, Ngouyasma). Dans un match haché, les deux équipes peinent à créer du jeu. Les nîmois ouvriront néanmoins le score par Mattéo Ahlinvi à la suite d'une belle action collective. En seconde mi-temps, Moussa Konaté (qui avait commencé le match sur le banc) deviendra le héros du soir, puisqu'il marquera le but de l'égalisation, avant de délivrer une passe décisive à Baldé, puis pour conclure sa prestation de haut niveau marquer le but du 1-3 dans le temps additionnel. Grâce à ce succès, le DFCO n'est plus dernier du championnat et monte à la 19ème place.
Après la trêve hivernale, les dijonnais se déplacent à Reims avec comme objectif de continuer la dynamique positive. Grâce à un bloc défensif solide, le Dijon FCO ramène un point de son déplacement et prend la place de barragiste.

Les bourguignons afficheront la même solidité défensif face à l'OM, leur permettant de récolter un point face à une équipe luttant pour les places européennes. 

#### Transferts hivernaux
Du fait de la situation financière du club, David Linarès prévient que le mercato hivernal sera plutôt un mercato « d'ajustements » que de « bouleversements ». En manque de temps de jeu, Aurélien Scheidler a des pistes pour des prêts en L2, et sera prêté à l'AS Nancy-Lorraine.

Au niveau des arrivées, l'ancien amiénois Aboubakar Kamara sera recruté en prêt sec en provenance de Fulham FC. 

#### Classement
| Rang | Équipe            | Pts | J  | G  | N  | P  | Bp | Bc | Diff | Qualification ou relégation            |
| ---- | ----------------- | --- | -- | -- | -- | -- | -- | -- | ---- | -------------------------------------- |
| 16   | FC Lorient P      | 42  | 38 | 11 | 9  | 18 | 50 | 68 | −18  |                                        |
| 17   | Stade brestois 29 | 41  | 38 | 11 | 8  | 19 | 50 | 66 | −16  |                                        |
| 18   | FC Nantes         | 40  | 38 | 9  | 13 | 16 | 47 | 55 | −8   | Participation au barrage de relégation |
| 19   | Nîmes Olympique   | 35  | 38 | 9  | 8  | 21 | 40 | 71 | −31  | Relégation en Ligue 2                  |
| 20   | Dijon FCO         | 21  | 38 | 4  | 9  | 25 | 25 | 73 | −48  | Relégation en Ligue 2                  |

## Effectif de la saison
Le tableau ci-dessous recense l'effectif professionnel du DFCO pour la saison 2020-2021